# Evangelische Kirche Banfe

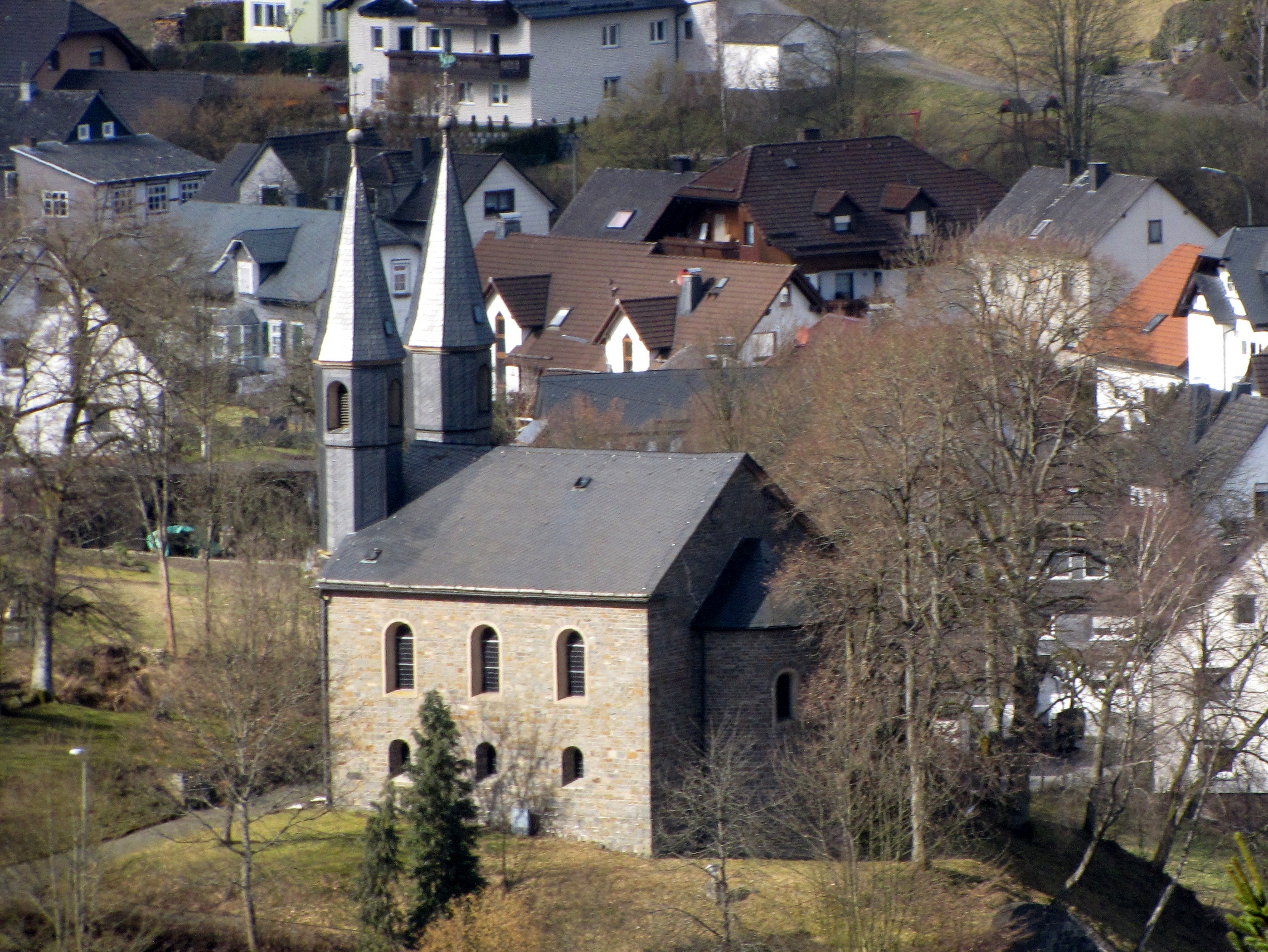
Banfer Kirche

Die evangelische Kirche Banfe ist ein denkmalgeschütztes Kirchengebäude in Banfe, einem Ortsteil von Bad Laasphe im Kreis Siegen-Wittgenstein (Nordrhein-Westfalen). Zusammen mit der Evangelischen Kirche Fischelbach bildet sie seit 2019 die Gemeinde Banfetal im Kirchenkreis Siegen-Wittgenstein der Evangelischen Kirche von Westfalen.

## Geschichte
Eine Kirche wurde erstmals 1492 urkundlich erwähnt. Sie wurde auf einem Bergrücken zwischen den Bachläufen von Banfe und Godelsbach errichtet. Aufgrund dieser Lage kann davon ausgegangen werden, dass sie ein größeres Alter aufweist. In dem Dachreiter befanden sich zwei Glocken. In einem Gutachten aus dem Jahr 1852 wies der Baumeister Grupe auf den schlechten baulichen Zustand des Gebäudes hin. Der Feudinger Pfarrer schrieb 1864 schließlich, dass die Kapelle irreparabel sei und schlug einen Neubau vor. Aufgrund fehlender Mittel scheiterte dieses Vorhaben. Infolgedessen ist Ostern 1872 ein Teil der Kirche eingestürzt. An den hauptsächlich mit Lehmmörtel hergestellten und überzogenen, dann schwach getünchten Mauerwänden zeigten sich beim Abbruch unter der oberen Tünche Wandmalereien, die dem Abriss zum Opfer fielen.
1876 wurde nach Plänen des Wittgensteiner Kreisbaumeisters Trainer mit dem Bau der aktuellen Kirche begonnen. Nach einem Jahr Bauzeit wurde die Kirche fertiggestellt und am 18. Dezember 1877 eingeweiht. Im Jahr 2006 wurde die Kirche um eine Sakristeianbau erweitert.

## Architektur
Die Banfer Kirche wurde als eine im Osten in einer Apsis endenden Saalkirche im Rundbogenstil des mittleren 19. Jahrhunderts errichtet. Der westlichen Giebelfassade sind zwei oktogonale Treppentürme vorgesetzt, die über dem Dachansatz in Spitzhelme übergeben. Der mit einer dreiseitig umlaufenden Empore ausgestattete Innenraum wird von einem als Hängewerk ausgebildeten offenen Dachkonstruktion geschlossen.

## Glocken
Die beiden Glocken des Vorgängerbaus wurden in der aktuellen Kirche übernommen. Im Jahre 1882 wurde eine weitere Glocke gekauft, die für das Schulläuten genutzt wurde. Zwei Glocken mussten während des Ersten Weltkrieges abgegeben werden, die dritte Glocke erhielt die Schule Herbertshausen. Die Kirchengemeinde gab 1922 zwei neue Stahl-Glocken in Auftrag, welche 1924 beim Bochumer Verein gegossen wurden. Diese wurden im Jahre 1972 durch zwei Bronze-Glocken ersetzt, die beiden Stahl-Glocken sind im Heimatmuseum Banfetal zu besichtigen.

## Orgel
1899 wurde anstelle des bisher vorhandenen Harmoniums eine zweimanualige Orgel von sieben Registern mit pneumatischer Traktur und neuromanischem Prospekt der Orgelbaufirma Albin Hickmann & Comp. erbaut. Dieses Instrument wurde 1930 durch Faber & Dienes in Salzhemmendorf auf 13 Register erweitert, ein Umbau mit Umdisponierung erfolgte 1950 durch die Fa. Emanuel Kemper & Sohn in Lübeck, die 1975 und 1987 Restaurierungen durchführte. Die Disposition dieser Orgel lautet seither:
| I. Manual C–f3 |           |    |
| 1.             | Principal | 8‘ |
| 2.             | Gedackt   | 8‘ |
| 3.             | Octave    | 4‘ |
| 4.             | Gedackt   | 4‘ |
| 5.             | Octave    | 2‘ |

| II. Manual C–f3 |                 |       |
| 06.             | Gemshorn        | 8‘    |
| 07.             | Gedackt         | 8‘    |
| 08.             | Blockflöte      | 4‘    |
| 09.             | Gemsquinte      | 2 ⁄3‘ |
| 10.             | Ital. Prinzipal | 2‘    |
| 11.             | Sifflöte        | 1‘    |

| Pedal C–d1 |         |     |
| 12.        | Subbaß  | 16‘ |
| 13.        | Zartbaß | 16‘ |

- Koppeln: II/I, super II/I, I/P, II/P